# Utekhol
Utekhol es una ciudad censal situada en el distrito de Raigad en el estado de Maharashtra (India). Su población es de 11380 habitantes (2011). Se encuentra  a 106 km de Bombay y a 78 km de Pune.

## Demografía
Según el censo de 2011 la población de Utekhol era de 11380 habitantes, de los cuales 5943 eran hombres y 5437 eran mujeres. Utekhol tiene una tasa media de alfabetización del 90,03%, superior a la media estatal del 82,34%: la alfabetización masculina es del 94,05%, y la alfabetización femenina del 85,66%.